# Bactrocera melanogaster
Bactrocera melanogaster
 es una especie de díptero que Drew describió científicamente por primera vez en 1989. Pertenece al género Bactrocera de la familia Tephritidae. 